# 陳湣
陳 湣（ちん びん、生没年不詳）は、春秋時代の斉の大夫で、斉の陳氏の宗主。姓は嬀、氏は陳、あるいは田、諱は湣、字は孟荘。
陳穉（孟夷）の子として生まれた。陳穉が死去すると、陳湣は後を嗣いで斉の陳氏の宗主となった。陳湣が死去すると、子の陳須無（陳文子）が後を嗣いだ。